# Goldie Hawnová
Goldie Jean Hawnová (* 21. listopadu 1945 Washington, D.C.) je americká tanečnice, herečka a producentka, matka herečky Kate Hudsonové a herce Olivera Hudsona. Jedná se o poměrně známou a populární komediální herečku.
Vzhledem k tomu, že její otec byl hudebník, se od dětství věnovala tanci, zejména stepu a baletu. Veřejně vystupovala poprvé ve věku 16 let v Prokofjevově baletu Romeo a Julie. Po maturitě vystudovala herectví a dramatiku na American University Washington DC. Tak jako mnoho jiných amerických herců začínala v polovině 60. let hrát nejprve drobné a epizodní role v amerických televizních seriálech. Poměrně rychle se ale prosadila a stala známou zejména jako úspěšná a poměrně populární komediální herečka. Za film Kaktusový květ z roku 1969 získala ocenění Americké filmové akademie Oscar jako nejlepší herečka ve vedlejší roli.

## Osobní život
- Jejím prvním manželem byl režisér Gus Trikonis, druhým manželem pak Bill Hudson, což je známý americký zpěvák a komik, od roku 1983 je jejím partnerem herec Kurt Russell.

## Filmografie
- 2002 Rockerky
- 2001 Taková rodinná romance
- 1999 Burani ve městě
- 1996 Klub odložených žen
- 1996 Všichni říkají: Miluji tě
- 1994 Good Heart: A Buddhist Perspective on the Teachings of Jesus, The (TV seriál)
- 1992 Past na Chrise
- 1992 Promiň, jsi ženatý!
- 1992 Smrt jí sluší
- 1991 Podvedená
- 1991 Walt Disney World's 20th Anniversary Celebration (TV film)
- 1990 Pták na drátě
- 1990 Sammy Davis, Jr. 60th Anniversary Celebration (TV film)
- 1987 Přes palubu
- 1986 Trenérka
- 1984 Odpolední směna
- 1984 Protokol
- 1982 Goldie and Kids: Listen to Us (TV film)
- 1982 Nejlepší přátelé
- 1982 Night of 100 Stars (TV film)
- 1980 Goldie and Liza Together (TV film)
- 1980 Jako za starých časů
- 1980 Vojín Benjaminová
- 1979 Výlet s Anitou
- 1978 Goldie Hawn Special, The (TV film)
- 1978 Podlá hra
- 1976 Duchess and the Dirtwater Fox, The
- 1975 Šampón
- 1974 Girl from Petrovka, The
- 1974 Sugarlandský expres
- 1972 Motýli jsou svobodní
- 1971 $
- 1970 There's a Girl in My Soup
- 1969 Kaktusový květ
- 1968 One and Only, Genuine, Original Family Band, The
- 1968 Rowan & Martin's Laugh-In (TV seriál)
- 1967 Good Morning, World (TV seriál)